# Loi de Burr
En théorie des probabilités, en statistique et en économétrie, la loi de Burr, loi de Burr de type XII, loi de Singh-Maddala, ou encore loi log-logistisque généralisée est une loi de probabilité continue dépendant de deux paramètres réels positifs c et k. Elle est communément utilisée pour étudier les revenus des ménages.
Si X suit une loi de Burr (ou Singh-Maddala), on notera {\displaystyle X\sim SM(c,k)}.

## Caractérisation
La densité de probabilité de la loi de Burr est donnée par, :
{\displaystyle f(x;c,k)={\begin{cases}ck{\frac {x^{c-1}}{(1+x^{c})^{k+1}}}&{\text{ si }}x>0\\0&{\text{ sinon}}\end{cases}}}
et sa fonction de répartition est :
{\displaystyle F(x;c,k)={\begin{cases}1-\left(1+x^{c}\right)^{-k}&{\text{ si }}x>0\\0&{\text{ sinon.}}\end{cases}}}

## Lien avec d'autres distributions
- Si {\displaystyle c=1}, la loi de Burr est la Distribution de Pareto.
- Si {\displaystyle k=1}, la loi de Burr est la loi log-logistique.
- Si {\displaystyle k\to +\infty }, la loi de Burr est la loi de Weibull.

## Voir également